# Sistema físic
Un sistema físic és un agregat d'objectes o entitats materials entre les parts de les quals existeix una vinculació o interacció de tipus causal (encara que no necessàriament determinista o causal en el sentit de la Teoria de la relativitat). Tots els sistemes físics es caracteritzen per:

1. Tenir una ubicació en l'espaitemps.
2. Tenir un estat físic definit subjecte a evolució temporal.
3. Poder-li associar una magnitud física dita energia.

Per a la immensa majoria de sistemes físics, l'objecte més bàsic que defineix a un sistema físic és el lagrangià, que és una funció escalar la forma funcional de la qual resumeix les interrelacions bàsiques de les magnituds rellevants per a definir l'estat físic del sistema.

## En relació amb l'entorn
Els sistemes físics poden ser oberts, tancats o aïllats, segons que realitzen o no intercanvis amb el seu entorn:
- Un sistema obert és un sistema que rep fluxos (energia i matèria) del seu entorn. Els sistemes oberts, pel fet de rebre energia, poden realitzar el treball de mantenir les seues pròpies estructures i fins i tot incrementar el seu contingut d'informació. El fet que els éssers vius siguen sistemes estables capaços de mantenir la seua estructura a pesar dels canvis de l'entorn requereix que siguen sistemes oberts.

- Un sistema tancat només intercanvia energia amb el seu entorn, en un sistema tancat el valor de l'entropia és màxim compatible amb la quantitat d'energia que té.

- Un sistema aïllat no té cap intercanvi amb l'entorn.

## Sistemes físics aïllats
Un sistema aïllat és una part o regió de l'univers, que per les seues peculiars condicions pot considerar-se aïlladament de la resta de l'univers per al seu estudi. El qual un determinat problema físic puga ser tractat com un sistema aïllat requereix condicions peculiars dependents de la teoria.
Per exemple, d'acord amb la teoria general de la relativitat un sistema aïllat ha de complir condicions tècniques bastant restrictives, conegudes com a planura asintòtica. En teoria de la relativitat especial, en la clàssica o en termodinàmica, en general, les condicions són menys estrictes i simplement requereixen que el sistema del moviment de les partícules que conformen el sistema estiga restringit a una regió compacta de l'espaitemps.